# Jeroni Parera
Jeroni Parera fou un compositor egarenc del S.XIX que va estar molt actiu durant el tercer terç del S. XIX, destaca per ser compositor de peces per a veu i orquestra.
Es conserven dues nadales escrites per ell en la Catedral-Basílica del Sant Esperit de Terrassa; la primera nadala que es conserva es titula Nadales per a 3 v i orquestra i es troba en la tonalitat de Sol m i va dirigida a tipus de veu masculina i per Fl, Cl 1/2, Corno 1/2 (Sol), Bussen, Vl 1/2, Basso; la segona nadala és titulada de la mateixa manera que aquesta anterior, però va ser escrita durant el darrer quart del S. XIX.